# Baleshwar

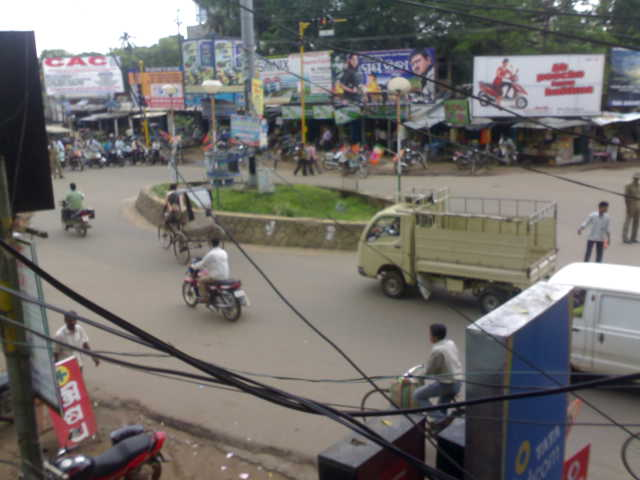
Trafik i Baleshwar.

Baleshwar (formellt Baleshwar Town, alternativt Baleswar eller Balasore) är en stad i den indiska delstaten Odisha och centralort i distriktet Baleshwar. Staden, belägen vid Budhabalangafloden nära Bengaliska viken, hade 118 162 invånare vid folkräkningen 2011, med förorter 177 751 invånare.

## Näringsliv
Baleshwar är ett handelscentra, särskilt för fisk, metall och ris. Templet Mahadev Baneswar är den viktigaste turistattraktionen.

## Historia
Brittiska Ostindiska Kompaniet anlade sin första station i den sedan tidigare viktiga hamnstaden Balasore redan 1657. Senare fanns även fransmän (i stadsdelen Farasidinga), holländare (i stadsdelen Dinamardinga) och danskar på plats. Staden var sedan en viktig handelsplats för salt och ris under 1700-talet. De holländska och danska områdena överläts till britterna 1846, medan fransmännen (i näraliggande Chandannagar) fanns kvar ända till 1947.